# 梶山純子
梶山 純子（かじやま じゅんこ）は、日本の女優。元劇団ひまわり所属。

## 出演作品

### テレビ
- 海底人8823（1960年，及川みどり役）

### 映画
- まぼろし探偵 幽霊塔の大魔術団(1960年）
- 女厳魔王（1960年）